# Jean Kennedy Smith
Jean Ann Kennedy Smith (sinh ngày 20 tháng 2 năm 1928 - mất ngày 17 tháng 6 năm 2020) là nhà ngoại giao Mỹ và cựu Đại sứ Mỹ tại Ireland. Bà là người thứ tám trong chín người con của Joseph P., Sr. và Rose Kennedy và là người con còn sống cuối cùng của họ. Anh chị em ruột của bà bao gồm cố Tổng thống John F. Kennedy, thượng nghị sĩ Robert F. Kennedy và Thượng nghị sĩ Ted Kennedy.
Năm 2011, bà được trao Huân chương Tự do, danh dự dân sự cao nhất của quốc gia. Tổng thống Ireland là Mary McAleese đã trao công dân danh dự của Ireland cho Smith vào năm 1998 để ghi nhận những cống hiến của bà cho đất nước.

## Tiểu sử
Jean Ann Kennedy Smith sinh vào ngày 20 tháng 2 năm 1928 tại Brookline, Massachusetts,và lớn lên ở Boston, Massachusetts. Bà học tại trường Cao đẳng Manhattanville.
Smith đã kết hôn với Stephen Edward Smith từ năm 1956 cho đến khi ông qua đời vào năm 1990.Họ có bốn người con.

## Sự nghiệp

### Con đường chính trị
Kennedy (được biết đến với cái tên Jean Kennedy Smith sau cuộc hôn nhân năm 1956 với Stephen Edward Smith ) có liên quan phức tạp đến sự nghiệp chính trị của anh trai mình là John. Bà đã làm việc trong chiến dịch tranh cử quốc hội năm 1946 của ông và chiến dịch tranh cử Thượng viện năm 1952, cuối cùng là chiến dịch tranh cử tổng thống của ông John vào năm 1960. Bà và các anh chị em đã giúp John vận động tranh cử ở các bang trọng yếu như Texas và Wisconsin. 
Smith và chồng bà có mặt tại khách sạn The Ambassador ở Los Angeles vào ngày 5 tháng 6 năm 1968, trong vụ ám sát của anh trai bà là Robert F. Kennedy, sau khi ông thắng cử sơ bộ của đảng Dân chủ California vào năm 1968. 

### Hoạt động nghệ thuật
Năm 1974, Smith thành lập Very Special Arts, hiện được gọi là Khoa VSA. VSA cung cấp chương trình nghệ thuật và giáo dục cho thanh thiếu niên và người lớn bị khuyết tật. Tính đến năm 2011, các chương trình của VSA được cho là đã phục vụ khoảng 276.000 sinh viên ở 43 tiểu bang và 52 quốc gia. Smith đã đi khắp thế giới, thay mặt cho VSA để vận động cho việc hòa hợp nhiều hơn vào nghệ thuật đối với người khuyết tật. Cuốn sách của bà, Chronicles of Courage: Very Special Artists, đồng sáng tác với George Plimpton, được Random House xuất bản vào tháng 4 năm 1993. 

### U.S. Ambassador to Ireland
Năm 1993, Tổng thống Bill Clinton bổ nhiệm Smith làm Đại sứ Hoa Kỳ tại Ireland, tiếp tục di sản ngoại giao bắt đầu từ cha bà, người từng là Đại sứ Hoa Kỳ tại Vương quốc Anh dưới thời chính quyền của Tổng thống Hoa Kỳ Franklin D. Roosevelt. Là đại sứ, Smith đã đóng một vai trò quan trọng trong tiến trình hòa bình Bắc Ireland. Như một minh chứng cho quan điểm đại kết của mình, trong ít nhất một lần, cô đã rước lễ tại một nhà thờ chính tòa của Nhà thờ Ireland, một tỉnh tự trị của Ireland.Hiệp thông Anh giáo. 
Tổng thống Ireland Mary McAleese đã trao quyền công dân Ireland danh dự cho Smith vào năm 1998, để ghi nhận những đóng góp của bà cho đất nước. Trong một buổi lễ, McAleese ca ngợi "mục đích cố định" của Smith. Đạo sĩ Ireland (Thủ tướng) Bertie Ahern nói với Smith, "Bạn đã giúp mang lại cuộc sống tốt đẹp hơn cho mọi người trên khắp Ireland." 
Vào ngày 4 tháng 7 năm 1998, khoảng ba tháng sau Thỏa thuận Thứ Sáu Tuần Thánh lịch sử ngày 10 tháng 4 năm 1998, Smith nghỉ hưu với tư cách là đại sứ tại Ireland. 

#### Sinn Féin controversy
Năm 1994, Smith đi đầu trong chính sách đối ngoại của Hoa Kỳ khi bà ủng hộ việc cấp thị thực Hoa Kỳ cho nhà lãnh đạo Sinn Féin Gerry Adams. Smith được ca ngợi vì công việc của cô ấy trong khu vực, nhưng lại bị chỉ trích vì ủng hộ thị thực. Gia đình cô ấy nói rằng đây là một bước quan trọng trong sự thành công của tiến trình hòa bình trong những năm sau đó. 
Trong hồi ký của anh trai cô, Ted, ông mô tả rằng "Jean tin chắc rằng Adams không còn tin rằng tiếp tục đấu tranh vũ trang là cách để đạt được mục tiêu của IRA về một Ireland thống nhất", và rằng "Chỉ mất một vài cuộc trò chuyện kéo dài hàng giờ với Jean sau khi chúng tôi hạ cánh để khám phá ra điều quan trọng nhất trong tâm trí cô ấy là gì – cơ hội đột phá ở Bắc Ireland ". Trong quá trình hòa bình, Smith đã làm theo lời khuyên từ linh mục phía tây Belfast, Cha Alex Reid, nói rằng: "Ông ấy [Fr. Reid] đang nói chuyện với cô ấy [Kennedy-Smith] ở bên cạnh, và cô ấy đang nói chuyện với anh trai mình là Teddy [Kennedy]." 
Vào tháng 3 năm 1996, Smith bị Ngoại trưởng Hoa Kỳ Warren Christopher khiển trách vì đã trả đũa hai Viên chức Ngoại giao tại Đại sứ quán Hoa Kỳ ở Dublin, những người đã phản đối đề nghị của cô với chính phủ Hoa Kỳ cấp thị thực cho Adams và đã gửi một Thông báo " Kênh bất đồng chính kiến ". Tạp chí Foreign Service gọi báo cáo của Bộ Ngoại giao Hoa Kỳ về vấn đề này là "chỉ trích gay gắt".  
Việc quản lý đại sứ quán của bà đã bị Boston Herald chỉ trích vào tháng 12 năm 1996, khi cô ấy được cho là đã gây áp lực với nhân viên đại sứ quán chi tiền của người đóng thuế để tân trang lại nơi ở của cô ấy ở Dublin. Smith cũng bị cho là đã vi phạm luật xung đột lợi ích của Hoa Kỳ. Bộ Tư pháp Hoa Kỳ đã đưa ra một thông cáo báo chí vào ngày 22 tháng 9 năm 2000, thông báo rằng cô ấy đã trả 5.000 đô la Mỹ trong một vụ dàn xếp dân sự để giải quyết các cáo buộc. 
Năm 1998, Smith rước lễ tại một nhà thờ Tin lành Ailen ở Dublin, bất chấp nhà thờ Công giáo La Mã của cô. 